# Юкатанский пролив
Юката́нский проли́в (исп. Canal de Yucatán) — пролив между полуостровом Юкатан и Кубой. Соединяет Мексиканский залив и Карибское море в западной части последнего. Наименьшая ширина пролива 217 км — расстояние между мысом Сан-Антонио на западе Кубы и мысом Каточе, самой северной точкой полуострова Юкатан. Наибольшая глубина 2779 м (около острова Куба).
Через Юкатанский пролив с юга на север проходит Юкатанское течение (продолжение Карибского течения), скорость которого составляет 2—9 км/ч. Это течение обусловливает поднятие уровня Мексиканского залива и вызывает течение из Мексиканского залива через Флоридский пролив — начало Гольфстрима. Под Юкатанским течением Юкатана проходит встречное течение, которое забирает воду из Мексиканского залива.
Юкатанский пролив имеет большое значение как судоходный путь из Центральной и Южной Америки в США и Мексику. Основные порты, расположенные в проливе: Канкун (Мексика) и Ла-Фе (Куба).

## Коралловые рифы
Вода, текущая через Юкатанский пролив, попадает в Мексиканский залив и проходит через отмель Кампече. Здесь, на внешних границах шельфа Юкатана на расстоянии около 100 километров от берега, находятся коралловые рифы. Основные рифообразующие кораллы — Acropora cervicornis, Acropora palmata и Montastraea annularis. В конце 1990-х годов многие из них погибли. С тех пор произошла некоторая реколонизация.